# Ruelliopsis setosa
Ruelliopsis setosa är en akantusväxtart som först beskrevs av Christian Gottfried Daniel Nees von Esenbeck, och fick sitt nu gällande namn av C.B. Cl.. Ruelliopsis setosa ingår i släktet Ruelliopsis och familjen akantusväxter. Inga underarter finns listade i Catalogue of Life.